# Laurent Delahousse
Pour les articles homonymes, voir Delahousse.
Pour le diplomate, voir Laurent Delahousse.
Laurent Delahousse, né le 30 août 1969 à Croix (Nord), est un journaliste, animateur, producteur et réalisateur de télévision français.
Entre 2007 et 2017, il présente chaque week-end les journaux de 13 heures et de 20 heures sur France 2. À partir de la rentrée 2017, il laisse la présentation des journaux de 13 heures du samedi et dimanche, à Leïla Kaddour. Il conserve ceux de 20 heures du vendredi et samedi, et présente le dimanche une nouvelle grande émission intitulée 19 h le dimanche entre 19 heures et 21 heures, incluant le journal télévisé.

## Biographie

### Enfance, formation et débuts
Laurent Delahousse naît le 30 août 1969 à Croix (Nord). Fils d'un père administrateur de biens et d'une mère conférencière de musée, il grandit à Amiens, dans la Somme, où il étudie à l'école Saint-Jean-Baptiste-de-la-Salle, puis au lycée La Providence,. En parallèle de sa scolarité, Laurent Delahousse rêve de devenir footballeur professionnel et s'entraîne pour cela quotidiennement[réf. nécessaire].
Il suit des études supérieures à Paris, voulant devenir avocat pénaliste,. Il obtient une maîtrise en droit des affaires et droit du travail à l'université Panthéon-Assas, ainsi qu'un DEA en droit privé.
Il commence sa carrière de journaliste en 1994 comme stagiaire au service politique de la station de radio RTL,. En 1996, il rejoint la chaîne d'information en continu LCI ; journaliste au service politique et étranger, il présente aussi des journaux et un magazine hebdomadaire, Photo Hebdo, jusqu'en 1998.
Il a également été la voix-off de certains reportages de l'émission de reality show Plein les yeux.

### 1999-2006: M6
Le 12 janvier 1999, Laurent Delahousse arrive sur M6 comme rédacteur en chef et présentateur du magazine De quel droit ? jusqu'au 14 mars 2000, puis du magazine Jour J, du 1er juin 2000 au 29 août 2001.
À partir du 20 mars 2000, il présente, sur M6, Secrets d'actualité, magazine de reportages d'investigation diffusé en deuxième partie de soirée. Il présente également des soirées spéciales d'information, dont une sur la guerre en Irak. En juin 2006, il quitte M6 pour France 2.
En parallèle, de janvier 2006 à la fin de la saison, il anime sur Europe 1, chaque lundi de 23 h à minuit, l'émission Générations Europe 1, consacrée à « La face cachée d’une tendance », et Le Club Tendances à partir de mars 2006,,,.

### Depuis 2006: France 2

#### Présentateur des journaux du week-end sur France 2
Le 30 octobre 2006, Laurent Delahousse devient le remplaçant de David Pujadas à la présentation du journal de 20 heures de France 2 en semaine, succédant à Carole Gaessler, qui quitte France 2 le 17 août 2006.
Le 9 mars 2007, il devient le présentateur des journaux du week-end sur France 2, du vendredi au dimanche à 20 h et le samedi-dimanche à 13 h. Ce remplacement de Béatrice Schönberg, épouse du ministre Jean-Louis Borloo, est d'abord présenté comme provisoire pour éviter toute polémique durant la campagne pour l'élection présidentielle, puis devient définitif fin mai avec la nomination de Jean-Louis Borloo comme ministre délégué à la Ville et à la Rénovation urbaine.
Tout en présentant les JT du week-end, dont il est également le rédacteur en chef, il crée et présente plusieurs magazines diffusés après les journaux de 13 heures du week-end. Depuis septembre 2007, il présente 13 h 15, le samedi chaque samedi après le journal. Depuis juin 2008, il présente sur le même principe chaque dimanche 13 h 15, le dimanche.
Par ailleurs, de février 2007 à juin 2007, il anime le magazine politique Un dimanche de campagne, consacré à l'élection présidentielle de 2007, chaque dimanche après le journal de 13 h.
Depuis juillet 2007, il présente Un jour, un destin, une émission qui essaye de décrypter la vie d'une personnalité publique.
En juin 2008, il est pressenti pour rejoindre TF1 et devenir le joker (remplaçant lors des vacances) de Claire Chazal, mais choisit finalement de rester sur France 2. TF1 dément ensuite avoir eu le moindre contact avec le journaliste[réf. nécessaire].
En juin 2012, il est à nouveau pressenti pour rejoindre TF1, cette fois en tant que titulaire du 20 heures en semaine, à la suite du départ de Laurence Ferrari, mais reste sur France 2[réf. nécessaire].
En janvier 2014, l'hebdomadaire Paris Match réalise un sondage sur les « personnalités favorites des Françaises », dans lequel il se classe premier, devant Bixente Lizarazu et Antoine de Caunes.
À partir de la rentrée 2017, il abandonne la présentation des journaux de 13 heures du samedi et dimanche, qu'il animait depuis 10 ans, son joker Leïla Kaddour lui succédant à ce poste. Il conserve néanmoins la présentation des journaux de 20 heures du vendredi et samedi et présente le dimanche une nouvelle grande émission intitulée 19 h le dimanche, entre 19 h et 21 h, découpée en 3 parties. En septembre 2018, il conserve 20 h 30 le dimanche, auquel s'ajoute, à partir du 16 mars 2019, 20 h 30 le samedi. Enfin, à la rentrée 2024, s’ajoute 20H30 Le Vendredi dans le cadre de la nouvelle formule du JT de 20 Heures de France 2 qui dure désormais 1h chaque jour.
Accompagné d’Alexandre Boyon et de Daphné Burki, il commente les cérémonies d’ouverture et de clôture des Jeux olympiques de Paris 2024. Ces deux cérémonies seront les deux plus grandes audiences de l’année (23,24M de téléspectateurs pour 83,1% PdA 4+ pour la première et 17,11M de téléspectateurs et 77,3% PdA 4+ pour la seconde, des scores monumentaux). La cérémonie d’ouverture est aussi devenu le deuxième plus grand succès de la télévision français jamais enregistré, juste derrière la finale de la Coupe du monde 2022 France-Argentine (24,08M). Pendant ces Jeux, comme les titulaires des autres tranches d’informations, Laurent Delahousse, habituellement en congés l’été, présente le JT de 20H le week-end et réalisé de belles audiences (énorme scores juste après la victoire en finale olympique en rugby à VII des Bleus avec 7,98M de téléspectateurs et plus de 40% de PdA notamment).
En tant que présentateur sur France 2, il bénéficie d'un salaire de 15 000 euros net par mois.

#### Interviews présidentielles
Le 29 janvier 2012, aux côtés de Claire Chazal, Laurent Delahousse débat avec le président de la République, Nicolas Sarkozy, dans le cadre d'une émission explicative réunissant 16 millions de téléspectateurs.
Le 14 juillet 2012, il effectue, de nouveau avec Claire Chazal, l'interview du président François Hollande à l'hôtel de la Marine et celle du 14 juillet 2013, au palais de l'Élysée.
Le 17 décembre 2017, il anime un débat avec le président Emmanuel Macron (la 2e interview du président depuis le début de son quinquennat), dans un format inédit : 55 minutes de déambulation à travers différentes salles de l'Élysée. L'entretien est critiqué par certains, qui y voient une complaisance de Laurent Delahousse envers le président,,. Cet entretien est suivi par environ 6 millions de Français.
Le 24 septembre 2023, il interviewe le président Emmanuel Macron avec Anne-Claire Coudray. L'interview, retransmise dans les 20 Heures de France 2 et TF1, dure 35 minutes et rassemble 10,49 millions de téléspectateurs sur l'ensemble des deux chaînes, soit la moitié des parts d'audiences.

#### Critiques
Laurent Delahousse est régulièrement l'objet de critiques d'Acrimed, qui l'accuse de complaisance dans ses interviews de plusieurs figures politiques françaises (dont François Baroin, Marine Le Pen et Emmanuel Macron lors de la campagne présidentielle de 2017).

### Réalisateur et présentateur de documentaires
À partir de janvier 2007, Laurent Delahousse présente l'émission Un jour, une heure sur France 2. Proposant des documentaires sur des personnalités ayant marqué l'histoire, l'émission est déclinée en version hebdomadaire durant l'été 2007, rebaptisée Un jour, un destin. Elle est diffusée en deuxième partie de soirée ou, occasionnellement, en première partie de soirée.
Avec Un jour, un destin, il décrypte la vie d'artistes (Romy Schneider, Anges et démons, en 2010), de personnalités politiques (Jacques Chirac Intime en 2009, François Hollande et Nicolas Sarkozy : les ambitieux en 2013) ou encore de personnages historiques (Klaus Barbie: sur les traces d'un criminel nazi en 2012).
En juin 2012, il présente Infrarouge XXL, toute une nuit de documentaires sur France 2.
Le 25 septembre 2016, il commence à présenter une nouvelle série de documentaires Dimanche 20h55 avec pour premier thème « Vatican, histoire secrètes ». Le 16 octobre 2016, il présente le second documentaire de la série ; intitulé « Jacques Chirac, l'homme qui ne voulait pas être Président ».
En septembre 2017 il récupère la présentation chaque dimanche de la tranche 19 h-21 h sur France 2 avec 19 h le dimanche et 20h30 le dimanche respectivement avant et après le journal de 20 h.
En 2018, il réalise son premier documentaire, intitulé Monsieur, consacré à l'écrivain Jean d'Ormesson. Ce documentaire est destiné à une exploitation cinématographique.

### Producteur
En août 2008, Laurent Delahousse fonde la société de production « Magneto Presse » avec les réalisateurs Serge Khalfon et Marc Berdugo, puis revend sa part soit 25 % du capital de l'entreprise en mars 2010.

## Vie privée
Laurent Delahousse est le cousin de Mathieu Delahousse et d'Alexis Delahousse, gestionnaire à la télévision publique de Radio-Canada.
Il est l’arrière petit-fils de Joseph Delahousse (février 1887 - juillet 1954) médecin généraliste à Allouagne, dont une rue porte le nom.
Pendant plusieurs années, il vit en couple avec la journaliste Florence Kieffer, sœur de Tina Kieffer. Ils ont ensemble deux filles, nées en 2005 et 2008, Liv-Helen et Sacha.
Il est le compagnon de l'actrice française Alice Taglioni, rencontrée lors d'une interview sur le plateau du journal télévisé de France 2,. Le couple a une fille prénommée Swann (dont la marraine Fanny est une célèbre modèle photo) née le 7 février 2016 et un garçon, Lino, né en décembre 2019. Il possède une maison au Cap Ferret.

## Filmographie
- 2019 : Donne moi des ailes de Nicolas Vanier : lui-même

## Distinctions
En février 2010, Laurent Delahousse reçoit le prix Roland-Dorgelès, dans la catégorie « Télévision », pour son « attachement à la qualité de la langue française ».
Il reçoit à deux reprises un prix satirique de la cérémonie des Gérard de la télévision, en décembre 2012 et en janvier 2014,.